# Jonas Erik Björkquist
Jonas Erik Björkquist, född den 7 augusti 1845 i Tåsjö socken, Västernorrlands län, död den 21 mars 1921 i Uppsala, var en svensk präst.
Björkquist blev student vid Uppsala universitet 1871. Han prästvigdes 1875 och blev kyrkoherde i Gideå församling 1880. Björkquist var prost i Ångermanlands nordöstra kontrakt 1907–1918. Han publicerade strödda predikningar och tidningsartiklar.
Han var far till Manfred Björkquist, Lennart Björkquist och Curt Björkquist.